# Vincetoxicum huteri
Vincetoxicum huteri är en oleanderväxtart som beskrevs av Roberto de Visiani och Ascherson. Vincetoxicum huteri ingår i släktet tulkörter, och familjen oleanderväxter. Inga underarter finns listade i Catalogue of Life.